# Moshe Soloveitchik (Zurich)
Pour les articles homonymes, voir Soloveitchik.
Moshe Soloveitchik, né le 21 septembre 1914, à Minsk (dans l'Empire russe) (aujourd'hui en Biélorussie) et mort le 19 mai 1995 à Zurich  (en Suisse), est un rabbin suisse orthodoxe, haredi, d'origine russe, Rosh yeshiva à Lugano, puis à Lucerne, avant de s'établir à Zurich.

## Biographie
Moshe Soloveitchik est né le 21 septembre 1914 (le second jour de Rosh Hashanah), à Minsk (dans l'Empire russe) (aujourd'hui en Biélorussie). Il est le fils du rabbin Yisrael Gershon Soloveitchik et de Chaya Chaya Miryam Cohen. Yisroel Gershon Soloveitchik est né en 1877 et est mort victime de la Shoah en 1943. Chaya Miryam Soloveitchik (Cohen) périt également dans la Shoah.
Le grand-père paternel de Moshe Soloveitchik est le rabbin Chaim Soloveitchik de Brisk (Brest) en Biélorussie,
Moshe Soloveitchik est le frère de Tzvi Soloveitchik, de Esther Soloveitchik, du rabbin Yitzchak Zev Soloveitchik, du rabbin Yosef Ber Soloveitchik et du rabbin Samuel Haim Soloveitchik.
Il épouse Rivka Ruchama Neuman. Elle est la fille de Shmuel Zanvil Neuman et de Chaya Englander.
Moshe Soloveitchik et Rivka Ruchama Soloveitchik ont cinq enfants, dont le rabbin Yisrael Soloveitchik (né le 20 juin 1950, en Suisse et mort le 19 juin 2015 à Jérusalem, en Israël) et Avrohom Yeshaya Soloveitchik.

### Études
En grandissant à Brest, Moshe Soloveitchik a pour camarade le futur Rosh yeshiva Aharon Leib Shteinman. Ils étudient à la Yechiva Toras Chesed de Brest sous la direction du rabbin Moshe Sokolovski (1868-1931), l'auteur de Imrei Moshe.
Après le décès du rabbin Moshe Sokolovski, qui n'a pas d'enfant, en 1931, un conflit s'instaure pour sa succession à la tête de la Yechiva. Aharon Leib Shteinman va alors à la Yechiva Eitz Chaim de Kletsk, en Biélorussie et Moshe Soloveitchik va à la Yechiva Knesses Beis Yitzchak de Kamieniets, en Biélorussie.

### Montreux
Pour éviter le service militaire dans l'armée polonaise, Aharon Leib Shteinman puis Moshe Soloveitchik, vont à Montreux, en Suisse, en 1937. Ils y enseignent à la Yechiva Etz Haïm.
En 1940, ils sont internés par le gouvernement suisse dans un camp de travail près de Bâle. Ils font partie des 300 réfugiés juifs, à Schonburg, suspectés d'espionnage, forcés de poser des voies ferrées.

### Palestine mandataire
Une fois libéré du camp de travail, Moshe Soloveitchik va en Palestine mandataire à la Yechiva de Łomża dirigée par le rabbin Yechiel Mordechai Gordon à Petach Tikvah. Il devient proche du Hazon Ish.